# 法務長官 (イギリス)
イングランドおよびウェールズのための国王陛下の法務長官（イングランドおよびウェールズのためのこくおうへいかのほうむちょうかん、英語: His Majesty's Attorney General for England and Wales）は、イギリスの法務官の1つであり、一般的には単に法務長官 (A-G) として知られる。法務長官は、イングランドおよびウェールズにおいて、国王と政府への法的助言者として仕える。法務長官府を有するものの、内閣レベルの司法大臣（大法官）の下位にある。法務長官の直下に法務次官が仕える。

## 概要
法務長官の地位は、遅くとも、法廷で王を代理する職業法律家を雇用していた記録がある1243年には存在していた。1461年には、法的問題に関する助言のために、法務長官が初めて貴族院に召喚され、その地位が政治的役割を有するようになった。1673年、法務長官は、公式に法的問題に関する国王の助言者かつ代理人となった。もっとも、当時はその役割は助言よりも訴訟に特化していた。20世紀初頭になり、その役割は訴訟から法的助言へと変化していった。今日では、検察庁が訴追を、政府内法律サービス (Government Legal Service) が政府の各部門への法的助言を、いずれも法務長官の指揮監督下で行っている。
法務長官の職務は多忙なものであり、パトリック・ヘイスティングスは在任中、「法務官であるというのは、地獄にいるということだ」と記している。職務には、検察庁や重大不正捜査局、訴追権限を有する他の政府内法律家の監督が含まれる。さらに、法務長官は、政府法務局（旧大蔵省法律顧問局）、検察サービス監察総監、軍事訴追局の監督も担う。法務長官は、政府や、政府内各部局に対し、法的問題に関する助言を行い、議会での答弁、「不当に軽い」判決や法律上の問題の控訴院への上訴も行う。1997年法務官法の成立以降、職務の法務次官への委任が可能となった。

## 歴史
当該役職の起源は不明だが、最も古い「国王の代理人」の記録は、ローレンス・デル・ブロックなる職業弁護士が、王が関心を持っているものの法廷に立てない事件において、王に代わって訴追を行うために雇われていたという1243年である。初期には、法務長官は訴訟において国王を代理することが主たる任務であり、政治的な役割や義務は有していなかった。法務長官は高貴な地位であったが、信じがたいほどに身を粉にして働くことが求められていた。現に、フランシス・ノース（1637年 - 1685年）は、法務長官として年間7000ポンドを支給されていたが、その役職を退き、給与は大きく減るものの業務負担の軽い民事訴訟裁判所首席判事になるということを喜んだほどである。法務長官の役職は、1461年に初めて政治的要素が加わり、法的問題に関して政府に助言を与えるため、貴族院に令状で召喚されるようになった。また、このとき初めて、この役職が「法務長官」（Attorney General）と呼ばれるようになった。法務長官の任命時、貴族院に令状で召喚するという慣習は、今日まで破られることなく継続している。もっとも、1999年にモスティンのウィリアムズ閣下が任命されるまで、1700年以降、法務長官は貴族院に議席を有しておらず、1742年以降は、令状にも従っていなかった。
16世紀には、法務長官は貴族院と庶民院との間でメッセージを伝えていたものの、庶民院からは、貴族院や王の手先として見られ、疑いの目を向けられていた。1673年、法務長官は庶民院に議席を有するようになり、以来、絶対条件ではないものの、法務長官は庶民院または貴族院の議員とすることが慣例となった。1672年から1673年の信仰自由宣言を中心とする憲法上の闘争の間、法務長官は、公式に、法的問題に関する国王の代理人となった。
1890年、法務長官は、国王を私的に代理する能力を公式に剥奪され、政府の専門の代理人とされた。20世紀初頭以来、法務長官の役割は、法廷で国王や政府を直接代理することではなくなった。法務長官は、より政治的、行政的な地位となり、政府全体と個々の政府部門の両方に対して法的助言を与えるようになった。もっとも、1957年殺人法の成立までは、法務長官は、毒を盛った全ての事件の訴追をする義務を有していた。
しかしながら、近年、政府がテロリスト被疑者をベルマーシュで拘禁したことの適法性が問題とされたA対内務大臣事件のように、法務長官が例外的に法廷で訴訟を直接担当することがあった。

## 役割と職務
法務長官は、法務長官府を率いる閣外大臣である。法務長官は閣内大臣であってはならないという決まりは、法律ではなく政治的慣習であり、現に、1915年のバーケンヘッド卿から1928年のダグラス・ホッグまで、法務長官が短期間閣内にいたこともある。法務長官が閣議に出席することを禁じているものはなく、折に触れて、法務長官は閣議に出席し、政府に対し、行為の最適な方向性に関して法的助言を行っている。特に、EU離脱交渉の間を通じて、ジェフリー・コックスは複数回閣議に出席して助言を行った。もっとも、法務長官と、法的助言を与えた先の政治的な決定との間に明確な線引きをするため、法務長官は閣議から除外することが望ましいと考えられている。法務長官は、政府の大臣として、議会に対して直接答弁を行うことができる。
法務長官は、国王とその政府の主たる法的助言者でもあり、会議における口頭のものと書面によるものとを問わず、政府の行為への法的な対抗に関して政府に助言を与えることにつき、一次的な役割を有している。政府全体だけでなく、政府の各部門にも助言を与える。現在では訴訟は主たる役割ではなくなったが、今でも、法務長官は、少数の特に重要な事件においては法務長官が国王や政府を代理し、また、大半の政府の法的事件を扱う法律家 (Treasury Counsel) を選任する。慣習により、国際司法裁判所においては、全ての事件で法務長官が政府を代理する。法務長官は、検察庁の監督と、その長である検事総長 (Director of Public Prosecutions) の任命を行う。訴追に関する判断は、例外的な事件（法令により、または国家安全保障に関連する場合に、法務長官の同意が必要とされる事件）を除き、検察庁が行う。法務長官の同意があった事件の例として、1924年の初の労働党政権の崩壊につながったキャンベル事件がある。
法務長官は、政府法務局および重大不正捜査局の監督も行う。また、法務長官は、「不当に軽い」判決や法律上の論点を控訴院に上訴したり、刑事訴追を中止するための「告訴取下げ（ラテン語: nolle prosequi）」の令状を発給したり、他の訴追機関（環境・食糧・農村地域省等）を監督したり、公務の結果として法的手段をとられた大臣個人への助言を行ったりする権限も有する。法務長官は、嫌がらせ訴訟を制限するための裁判所への申請を行う責任を有し、また、民間公益団体の利害を代表するために訴訟に介入することもできる。法務長官は、公的にはイングランドおよびウェールズの法曹界の指導者でもある。もっとも、これは単なる慣例であり、それに伴う権利義務はない。

## 法務長官の一覧

### 13世紀
- ウィリアム・オブ・ボーンヴィル（1277年 - 1278年）
- ウィリアム・ド・ジズルハム（1278年 - 1279年）
- ギルバート・ド・ソーントン（1279年 - 1280年）
- アラナス・オブ・ウォーキンガム（1280年 - 1281年）
- ジョン・ル・フォーコナー（1281年 - 1284年）
- ウィリアム・オブ・セルビー（1284年 - 1286年）
- ギルバート・ド・ソーントン（1286年 - 1286年）
- ウィリアム・イング（英語版）（1286年 - 1289年）
- ジョン・ド・ボスコ（1289年 - 1290年）
- ウィリアム・イングおよびヒューゴ・ド・ラウザー（1291年 - 1293年）[20]
- ジョン・ド・マトフォード（1293年 - 1299年）[20]
- ニコラス・ド・ウォリック（1299年）[20]

### 14世紀
- ジョン・ド・セストリア（1300年 - 1301年）[20]
- ジョン・ド・マトフォード（1301年 - 1308年）[20]
- マシュー・ド・スカカリオ（1308年 - 1312年）[21]
- ジョン・ド・ノートン（1312年 - 1315年）[21]
- ウィリアム・ド・ラングレー（1315年 - 1318年）[21]
- アダム・ド・ファイナム（1318年 - 1320年）[21]
- ガルフリダス・ド・スクロープ（1320年 - 1322年）[21]
- ガルフリダス・ド・フィンゲール（1322年 - 1324年）[21]
- アダム・ド・ファイナム（1324年 - 1327年）[21]
- ウィリアム・オブ・マーストン（1327年2月26日 - 1327年）[21]
- アレクサンダー・ド・ヘーデナムおよびアダム・ド・ファイナム（1327年 - 1328年）
- リチャード・オブ・アルデバラ（1329年 - 1334年）
- サイモン・オブ・トレウィソーサ（1334年頃）
- ウィリアム・オブ・ヘプトン（1334年 - 1338年）
- ジョン・オブ・リンカーン（1338年5月28日 - 1338年8月4日）
- ジョン・オブ・クローン（1338年8月4日 - 1338年）
- ウィリアム・オブ・メリントン（1338年 - 1339年）
- ジョン・オブ・クローン（1339年 - 1342年）
- ウィリアム・オブ・ソープ（1342年 - 1343年）
- ジョン・オブ・リンカーン（1343年 - 1343年）
- ジョン・オブ・クローン（1343年 - 1349年）
- サイモン・オブ・ケグワース（1349年 - 1353年）
- ヘンリー・オブ・グレイストック（1353年 - 1356年）
- ジョン・オブ・ゴーント（1356年 - 1360年5月4日）
- リチャード・オブ・フリスビー（1360年5月4日 - 1362年）
- ウィリアム（ロバートの可能性あり）・オブ・プレスト（1362年 - 1363年）
- ウィリアム・オブ・ネスフィールド（1363年 - 1366年11月9日）
- トーマス・オブ・シャードロウ（1366年11月9日- 1367年5月20日）
- ジョン・オブ・アシュウェル（1367年5月20日 - 1367年）
- マイケル・スキリング（1367年 - 1368年）
- トーマス・オブ・シャードロウ（1378年 - 1381年）
- ウィリアム・エリス（1381年 - 1381年）
- ローレンス・ドゥル（1381年 - 1384年）
- ウィリアム・オブ・ホーンビー（1384年 - 1386年）
- エドマンド・ブルードネル（1386年 - 1398年）
- トーマス・コーブリー（1398年 - 1399年9月30日）
- ウィリアム・オブ・ローディントン（1399年9月30日 - 1401年）

### 15世紀
- トーマス・コーブリー（1401年 - 1407年7月13日）
- トーマス・デレハム（1407年7月13日 - 1407年8月17日）
- ロジャー・ハント（1407年8月17日 - 1410年）
- トーマス・ティッキル（1410年 - 1414年1月16日）
- ウィリアム・バビントン（英語版）（1414年1月16日 - 1420年）
- ウィリアム・バブソープ（1420年 - 1429年10月28日）
- ジョン・ヴァンページ（1429年10月28日 - 1452年6月30日）
- ウィリアム・オブ・ノッティンガム（英語版）（1452年6月30日 - 1461年8月12日）
- ジョン・ハーバート（1461年8月12日 - 1461年）
- ヘンリー・ソーティル（1461年 - 1471年6月16日）
- ウィリアム・ハシー（英語版）（1471年6月16日 - 1481年5月7日）
- ウィリアム・ハッデスフィールド（英語版）（1481年5月7日 - 1483年5月28日）
- モーガン・キドウェリー（1483年5月28日 - 1485年9月20日]）
- ウィリアム・ホーディ（英語版）（1485年9月20日 - 1486年11月3日）
- ジェームズ・ホバート（1486年11月3日 - 1509年4月）

### 16世紀
- ジョン・アーンリー（英語版）（1509年4月 - 1518年1月26日）
- ジョン・フィッツ＝ジェームズ（英語版）（1518年1月26日 - 1522年2月）
- ジョン・ローパー（英語版）（1522年2月 - 1524年4月1日）
- ラルフ・スウィリントン（英語版）（1524年4月1日 - 1525年8月）
- リチャード・リスター（英語版）（1525年8月 - 1529年6月3日）
- クリストファー・ヘイルズ（英語版）（1529年6月3日 - 1535年7月10日）
- サー・ジョン・ベイカー（1535年7月10日 - 1540年11月8日）
- サー・ウィリアム・ウォーウッド（英語版）（1540年11月8日 - 1545年6月8日）
- ヘンリー・ブラッドショー（英語版）（1545年6月8日 - 1552年5月21日）
- エドワード・グリフィン（英語版）（1552年5月21日 - 1559年1月22日）
- サー・ギルバート・ジェラルド（英語版）（1559年1月22日 - 1581年6月1日）
- サー・ジョン・ポッパム（英語版）（1581年6月1日 - 1592年6月2日）
- サー・トマス・エジャートン（1592年6月2日 - 1594年4月10日）
- サー・エドワード・コーク（1594年4月10日 - 1606年7月4日）

### 17世紀
- サー・ヘンリー・ホバート（英語版）（1606年7月4日 - 1613年10月27日）
- サー・フランシス・ベーコン（1613年10月27日 - 1617年3月12日）
- サー・ヘンリー・イェルヴァートン（英語版）（1617年3月12日 - 1621年1月11日）
- サー・トマス・コヴェントリー（英語版）（1621年1月11日 - 1625年10月31日）
- ロバート・ヒース（英語版）（1625年10月31日 - 1631年10月27日）
- ウィリアム・ノイ（英語版）（1631年10月27日 - 1634年9月27日）
- サー・ジョン・バンクス（英語版）（1634年9月27日 - 1641年1月29日）
- サー・エドワード・ハーバート（英語版）（1641年1月29日 - 1645年11月3日）
- トマス・ガーディナー（英語版）（王党派）（1645年11月3日 - 1649年）
- オリバー・シンジョン（議会派）（1644年5月 - 1649年1月10日）
- ウィリアム・スティール（英語版）（共和政）（1649年1月10日 - 1649年4月9日）
- エドモンド・プリドー（英語版）（共和政）（1949年4月9日 - 1659年）
- ロバート・レイノルズ（英語版）（共和政）（1659年 - 1660年5月31日）
- サー・エドワード・ハーバート（亡命中）（1649年 - 1653年）
- サー・ジェフリー・パーマー（英語版）（1660年5月31日 - 1670年5月10日）
- サー・ヘネージ・フィンチ（英語版）（1670年5月10日 - 1673年11月12日）
- サー・フランシス・ノース（英語版）（1673年11月12日 - 1675年1月25日）
- サー・ウィリアム・ジョーンズ（英語版）（1675年1月25日 - 1679年10月27日）
- サー・クレスウェル・レヴィンツ（英語版）（1679年10月27日 - 1681年2月24日）
- サー・ロバート・ソウヤー（英語版）（1681年2月24日 - 1687年12月13日）
- サー・トマス・ポウイス（英語版）（1687年12月13日 - 1688年12月）
- サー・ヘンリー・ポレクスフェン（英語版）（1689年3月 - 1689年5月4日）
- サー・ジョージ・トレビー（英語版）（1689年5月4日 - 1692年5月3日）
- サー・ジョン・サマーズ （1692年5月3日 - 1693年3月30日）
- サー・エドワード・ウォード（英語版）（1693年3月30日 - 1695年6月8日）
- サー・トマス・トレヴァー （1695年6月8日 - 1701年6月28日）

### 18世紀
- サー・エドワード・ノージー（英語版）（1701年6月28日 - 1707年4月26日）
- サー・サイモン・ハーコート（1707年4月26日 - 1708年10月22日）
- サー・ジェームズ・モンタギュー（英語版）（1708年10月22日 - 1710年9月19日）
- サー・サイモン・ハーコート（1710年9月19日 - 1710年10月19日）
- サー・エドワード・ノージー（1710年10月19日 - 1718年3月18日）
- サー・ニコラス・レクミア（1718年3月18日 - 1720年5月7日）
- サー・ロバート・レイモンド（英語版）（1720年5月7日 - 1724年2月1日）
- サー・フィリップ・ヨーク（1724年2月1日 - 1734年1月）
- サー・ジョン・ウィレス（英語版）（1734年1月 - 1737年1月28日）
- サー・ダドリー・ライダー（英語版）（1737年1月28日 - 1754年5月）
- ウィリアム・マレー（英語版）（1754年5月 - 1756年11月3日）
- サー・ロバート・ヘンリー （1756年11月3日 - 1757年7月1日）
- サー・チャールズ・プラット（1757年7月1日 - 1762年1月25日）
- チャールズ・ヨーク（1762年1月25日 - 1763年12月16日）
- サー・フレッチャー・ノートン（1763年12月16日 - 1765年9月17日）
- チャールズ・ヨーク（1765年9月17日 - 1766年8月6日）
- ウィリアム・ド・グレイ（1766年8月6日 - 1771年1月26日）
- エドワード・サーロー（1771年1月26日 - 1778年6月11日）
- アレクサンダー・ウェダーバーン（1778年6月11日 - 1780年7月21日）
- ジェームズ・ウォレス（英語版）（1780年7月21日 - 1782年4月18日）
- ロイド・ケニオン（英語版）（1782年4月18日 - 1783年5月2日）
- ジェームズ・ウォレス（1783年5月2日 - 1783年11月）※職場で逝去
- ジョン・リー（英語版）（1783年11月22日 - 1783年12月19日）
- ロイド・ケニオン（1783年12月26日 - 1784年3月31日）
- リチャード・アーデン（英語版）（1784年3月31日 - 1788年6月28日）
- サー・アーチボルド・マクドナルド（英語版）（1788年6月28日 - 1793年2月14日）
- サー・ジョン・スコット（英語版）（1793年2月14日 - 1799年7月18日）
- サー・ジョン・ミットフォード（1799年7月18日 - 1801年2月14日）

### 19世紀
- サー・エドワード・ロウ（英語版）（1801年2月14日 - 1802年4月15日）
- スペンサー・パーシヴァル（1802年4月15日 - 1806年2月12日）
- サー・アーサー・ピゴット（英語版）（1806年2月12日 - 1807年4月1日）
- サー・ヴィカリー・ギブス（英語版）（1807年4月1日 - 1812年6月26日）
- サー・トマス・プラマー（英語版）（1812年6月26日 - 1813年5月4日）
- サー・ウィリアム・ガロウ（英語版）（1813年5月4日 - 1817年5月7日）
- サー・サミュエル・シェパード（英語版）（1817年5月7日 - 1819年7月24日）
- サー・ロバート・ギフォード（英語版）（1819年7月24日 - 1824年1月9日）
- サー・ジョン・シングルトン・コプリー（英語版）（1824年1月9日 - 1826年9月20日）
- サー・チャールズ・ウェザレル（英語版）（1826年9月20日 - 1827年4月27日）
- サー・ジェームズ・スカーレット（英語版）（1827年4月27日 - 1828年2月19日）
- サー・チャールズ・ウェザレル（1828年2月19日 - 1829年6月29日）
- サー・ジェームズ・スカーレット（1829年6月29日 - 1830年11月19日）
- サー・トマス・デンマン（英語版）（1830年11月24日 - 1832年11月26日）
- サー・ウィリアム・ホーン（英語版）（1832年11月26日 - 1834年3月1日）
- サー・ジョン・キャンベル（英語版）（1834年3月1日 - 1834年11月14日）
- サー・フレデリック・ポロック（英語版）（1834年12月17日 - 1835年4月8日）
- サー・ジョン・キャンベル（1835年4月30日 - 1841年7月3日）
- サー・トマス・ワイルド（英語版）（1841年7月3日 - 1841年8月30日）
- サー・フレデリック・ポロック（1841年9月6日 - 1844年4月15日）
- サー・ウィリアム・ウェッブ・フォレット（英語版）（1844年4月15日 - 1845年6月29日）
- サー・フレデリック・セシジャー（英語版）（1845年6月29日 - 1846年6月27日）
- サー・トマス・ワイルド（1846年7月7日 - 1846年7月17日）
- サー・ジョン・ジャーヴィス（英語版）（1846年7月17日 - 1850年7月11日）
- サー・ジョン・ロミリー（英語版）（1850年7月11日 - 1851年3月28日）
- サー・アレクサンダー・コックバーン（英語版）（1851年3月28日 - 1852年2月21日）
- サー・フレデリック・セシジャー（1852年2月27日 - 1852年12月17日）
- サー・アレクサンダー・コックバーン（1852年12月28日 - 1856年11月15日）
- サー・リチャード・ベセル（英語版）（1856年11月15日 - 1858年2月21日）
- サー・フィッツロイ・ケリー（英語版）（1858年2月21日 - 1859年6月11日）
- サー・リチャード・ベセル（1859年6月18日 - 1861年7月4日）
- サー・ウィリアム・アザートン（英語版）（1861年7月4日 - 1863年10月2日）
- サー・ラウンデル・パーマー（1863年10月2日 - 1866年6月26日）
- サー・ヒュー・ケアンズ（1866年7月10日 - 1866年10月29日）
- サー・ジョン・ロルト（英語版）（1866年10月29日 - 1867年7月18日）
- サー・ジョン・バージェス・カースレイク（英語版）（1867年7月18日 - 1868年12月1日）
- サー・ロバート・コリアー（英語版）（1868年12月12日 - 1871年11月10日）
- サー・ジョン・コールリッジ（英語版）（1871年11月10日 - 1873年11月20日）
- サー・ヘンリー・ジェームズ（英語版）（1873年11月20日 - 1874年2月17日）
- サー・ジョン・バージェス・カースレイク（1874年2月27日 - 1874年4月20日）
- サー・リチャード・バガレイ（英語版）（1874年4月20日 - 1875年11月25日）
- サー・ジョン・ホーカー（英語版）（1875年11月25日 - 1880年4月21日）
- サー・ヘンリー・ジェームズ（1880年5月3日 - 1885年6月9日）
- サー・リチャード・ウェブスター（英語版）（1885年6月25日 - 1886年1月28日）
- サー・チャールズ・ラッセル（英語版）（1886年2月9日 - 1886年7月20日）
- サー・リチャード・ウェブスター（1886年8月5日 - 1892年8月11日）
- サー・チャールズ・ラッセル（1892年8月20日 - 1894年5月3日）
- サー・ジョン・リグビー（1894年5月3日 - 1894年10月24日）
- サー・ロバート・リード（英語版）（1894年10月24日 - 1895年6月21日）
- サー・リチャード・ウェブスター（1895年7月8日 - 1900年5月7日）

### 1900年から2001年まで
保守党
      労働党
      自由党
      自由統一党
      国家労働機構
      アルスター統一党
| 名前                                  | 名前                                       | 在任期間       | 在任期間       | 政党             | 首相                                      | 首相                                              |
| ------------------------------------- | ------------------------------------------ | -------------- | -------------- | ---------------- | ----------------------------------------- | ------------------------------------------------- |
|                                       | サー・ロバート・フィンレイ                 | 1900年5月7日   | 1905年12月4日  | 自由統一党       |                                           | ソールズベリー侯爵 （保守党・自由統一党連立内閣） |
|                                       | サー・ロバート・フィンレイ                 | 1900年5月7日   | 1905年12月4日  | 自由統一党       | バルフォア （保守党・自由統一党連立内閣） |                                                   |
|                                       | サー・ジョン・ローソン・ウォルトン         | 1905年12月12日 | 1908年1月28日  | 自由党           |                                           | キャンベル＝バナマン                              |
|                                       | サー・ウィリアム・ロブソン                 | 1908年1月28日  | 1910年10月7日  | 自由党           |                                           | キャンベル＝バナマン                              |
|                                       | サー・ウィリアム・ロブソン                 | 1908年1月28日  | 1910年10月7日  | 自由党           | アスキス （第一次内閣）                   |                                                   |
|                                       | サー・ルーファス・アイザックス             | 1910年10月7日  | 1913年10月19日 | 自由党           |                                           |                                                   |
|                                       | サー・ジョン・サイモン                     | 1913年10月19日 | 1915年5月25日  | 自由党           |                                           |                                                   |
|                                       | サー・エドワード・カーソン                 | 1915年5月25日  | 1915年10月19日 | アルスター統一党 | アスキス （第二次・挙国一致内閣）         |                                                   |
|                                       | サー・F・E・スミス                         | 1915年11月3日  | 1919年1月10日  | 保守党           | アスキス （第二次・挙国一致内閣）         |                                                   |
|                                       | サー・F・E・スミス                         | 1915年11月3日  | 1919年1月10日  | 保守党           | ロイド・ジョージ （挙国一致内閣）         |                                                   |
|                                       | サー・ゴードン・ヘワート                   | 1919年1月10日  | 1922年3月6日   | 自由党           |                                           |                                                   |
|                                       | サー・アーネスト・ポロック                 | 1922年3月6日   | 1922年10月19日 | 保守党           |                                           |                                                   |
|                                       | サー・ダグラス・ホッグ                     | 1922年10月24日 | 1924年1月22日  | 保守党           |                                           | ボナー・ロー                                      |
|                                       | サー・ダグラス・ホッグ                     | 1922年10月24日 | 1924年1月22日  | 保守党           | ボールドウィン                            |                                                   |
|                                       | サー・パトリック・ヘイスティングス         | 1924年1月23日  | 1924年11月3日  | 労働党           |                                           | マクドナルド                                      |
|                                       | サー・ダグラス・ホッグ                     | 1924年11月6日  | 1928年3月28日  | 保守党           |                                           | ボールドウィン                                    |
|                                       | サー・トーマス・インスキップ               | 1928年3月28日  | 1929年6月4日   | 保守党           |                                           | ボールドウィン                                    |
|                                       | サー・ウィリアム・ジョウィット             | 1929年6月7日   | 1932年1月26日  | 労働党           |                                           | マクドナルド （第二次内閣）                       |
|                                       | サー・ウィリアム・ジョウィット             | 1929年6月7日   | 1932年1月26日  | 労働党           | マクドナルド （第三次・挙国一致内閣）     |                                                   |
|                                       | サー・ウィリアム・ジョウィット             | 1929年6月7日   | 1932年1月26日  | 労働党           | マクドナルド （第四次・挙国一致内閣）     |                                                   |
|                                       | サー・トーマス・インスキップ               | 1932年1月26日  | 1936年3月18日  | 保守党           |                                           |                                                   |
|                                       | サー・トーマス・インスキップ               | 1932年1月26日  | 1936年3月18日  | 保守党           | ボールドウィン （第三次・挙国一致内閣）   |                                                   |
|                                       | サー・ドナルド・ソマーヴェル               | 1936年3月18日  | 1945年5月25日  | 保守党           |                                           |                                                   |
|                                       | サー・ドナルド・ソマーヴェル               | 1936年3月18日  | 1945年5月25日  | 保守党           | チェンバレン （第一次・挙国一致内閣）     |                                                   |
| チェンバレン （第二次・挙国一致内閣） | サー・ドナルド・ソマーヴェル               | 1936年3月18日  | 1945年5月25日  | 保守党           |                                           |                                                   |
|                                       | サー・ドナルド・ソマーヴェル               | 1936年3月18日  | 1945年5月25日  | 保守党           | チャーチル （第一次・挙国一致内閣）       |                                                   |
|                                       | サー・デイヴィッド・マクスウェル・ファイフ | 1945年5月25日  | 1945年7月26日  | 保守党           | チャーチル （改造・挙国一致内閣）         |                                                   |
|                                       | サー・ハートリー・ショークロス             | 1945年8月4日   | 1951年4月24日  | 労働党           |                                           | アトリー                                          |
|                                       | サー・フランク・ソスキス                   | 1951年4月24日  | 1951年10月26日 | 労働党           |                                           | アトリー                                          |
|                                       | サー・ライオネル・ヒールド                 | 1951年11月3日  | 1954年10月18日 | 保守党           |                                           | チャーチル                                        |
|                                       | サー・レジナルド・マニンガム＝ブラー       | 1954年10月18日 | 1962年7月16日  | 保守党           |                                           | チャーチル                                        |
|                                       | サー・レジナルド・マニンガム＝ブラー       | 1954年10月18日 | 1962年7月16日  | 保守党           | イーデン                                  |                                                   |
|                                       | サー・レジナルド・マニンガム＝ブラー       | 1954年10月18日 | 1962年7月16日  | 保守党           | マクミラン                                |                                                   |
|                                       | サー・ジョン・ホブソン                     | 1962年7月16日  | 1964年10月16日 | 保守党           |                                           |                                                   |
|                                       | サー・ジョン・ホブソン                     | 1962年7月16日  | 1964年10月16日 | 保守党           | ダグラス＝ヒューム                        |                                                   |
|                                       | サー・エルウィン・ジョーンズ               | 1964年10月18日 | 1970年6月19日  | 労働党           |                                           | ウィルソン                                        |
|                                       | サー・ピーター・ローリンソン               | 1970年6月23日  | 1974年3月4日   | 保守党           |                                           | ヒース                                            |
|                                       | サミュエル・シルキン                       | 1974年3月7日   | 1979年5月4日   | 労働党           |                                           | ウィルソン                                        |
|                                       | サミュエル・シルキン                       | 1974年3月7日   | 1979年5月4日   | 労働党           | キャラハン                                |                                                   |
|                                       | サー・マイケル・ヘイヴァース               | 1979年5月6日   | 1987年6月13日  | 保守党           |                                           | サッチャー                                        |
|                                       | サー・パトリック・メイヒュー               | 1987年6月13日  | 1992年4月10日  | 保守党           |                                           | サッチャー                                        |
|                                       | サー・パトリック・メイヒュー               | 1987年6月13日  | 1992年4月10日  | 保守党           | メージャー                                |                                                   |
|                                       | サー・ニコラス・ライエル                   | 1992年4月10日  | 1997年5月2日   | 保守党           |                                           |                                                   |
|                                       | サー・ジョン・モリス                       | 1997年5月6日   | 1999年7月29日  | 労働党           |                                           | ブレア                                            |
|                                       | モスティンのウィリアムズ男爵               | 1999年7月29日  | 2001年6月11日  | 労働党           |                                           | ブレア                                            |

### 2001年から現在
保守党
      労働党
| 名前 | 名前                             | 在任期間       | 在任期間       | 政党   | 首相       | 首相       |
| ---- | -------------------------------- | -------------- | -------------- | ------ | ---------- | ---------- |
|      | ゴールドスミス男爵               | 2001年6月11日  | 2007年6月27日  | 労働党 |            | ブレア     |
|      | アストールのスコットランド女男爵 | 2007年6月27日  | 2010年5月11日  | 労働党 |            | ブラウン   |
|      | ドミニク・グリーブ               | 2010年5月12日  | 2014年7月15日  | 保守党 |            | キャメロン |
|      | ジェレミー・ライト               | 2014年7月15日  | 2018年7月9日   | 保守党 |            | キャメロン |
|      | ジェレミー・ライト               | 2014年7月15日  | 2018年7月9日   | 保守党 | メイ       |            |
|      | ジェフリー・コックス             | 2018年7月9日   | 2020年2月13日  | 保守党 |            |            |
|      | ジェフリー・コックス             | 2018年7月9日   | 2020年2月13日  | 保守党 | ジョンソン |            |
|      | スエラ・ブレイヴァーマン         | 2020年2月13日  | 2022年9月6日   | 保守党 |            |            |
|      | マイケル・エリス                 | 2022年9月6日   | 2022年10月25日 | 保守党 |            | トラス     |
|      | ヴィクトリア・プレンティス       | 2022年10月25日 | 2024年7月5日   | 保守党 |            | スナク     |
|      | リチャード・ハーマー             | 2024年7月5日   | 在任中         | 労働党 |            | スターマー |